# Universidad Católica del Oeste

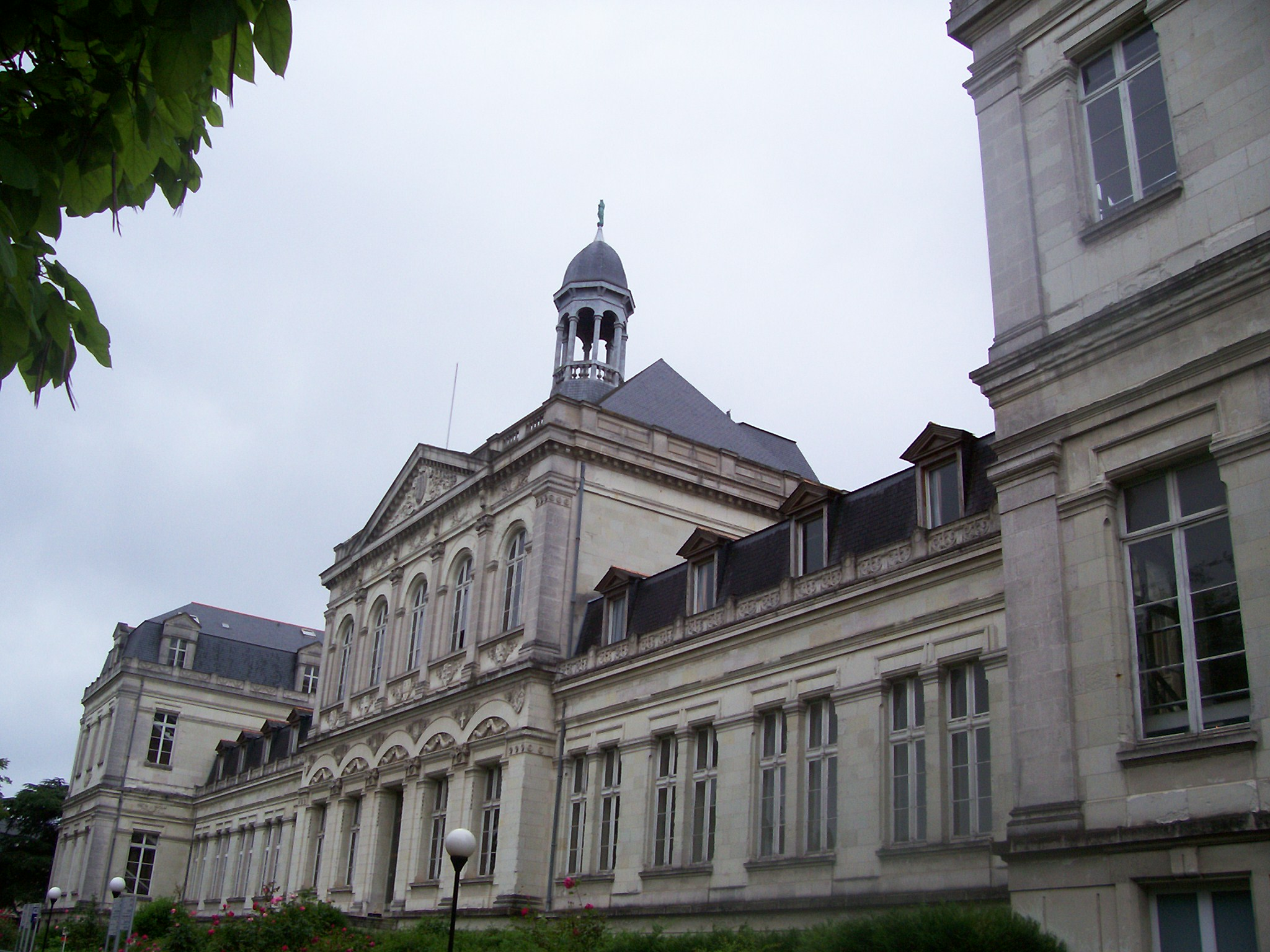
Universidad Católica del Oeste

La Universidad Católica del Oeste (francés: Université catholique de l'Ouest, UCO) es una universidad en Angers, Francia. La universidad tiene 12.000 estudiantes, incluyen 1.500 estudiantes y profesores extranjeros. UCO tiene diez laboratorios de idiomas, diez laboratorios de investigación, y dos bibliotecas. Tiene CIDEF, un programa para aprender francés.
Las Facultades Libres del Oeste se conocen como un instituto privado de enseñanza superior francés. El nombre más común que se le atribuye es el de Universidad Católica del Oeste (francés: Université catholique de l'Ouest, UCO) aunque los establecimientos de enseñanza superior no pueden utilizar este tipo de denominación.

## Historia
- 1875: Creación de la Universidad Católica por monseñor Freppel. La facultad de derecho que se inauguró el 15 de noviembre en la Catedral, fue la primera facultad libre en Francia. Las demás facultades abrieron sus puertas años después: la de letras abrió en 1876, la de ciencias en 1877 y la de teología en 1879.
- 1879: El papa Pío IX permite que la universidad se convierta en universidad católica.
- 1880: La ley de 18 de marzo prohíbe a los establecimientos privados de enseñanza superior que utilicen la denominación Universidad.
- 1898: El padre Vétillard, crea la Escuela Superior de Agricultura y Viticultura que luego pasa a ser la Escuela Superior de Agricultura (ESA).
- 1947: Creación del Centro de Idiomas y Civilización Francesa para Extranjeros.
- 1950: Creación de la Escuela Técnica Superior de Química (ETSCO).
- 1956: Creación de la Escuela Superior de Electrónica del Oeste (ESEO).
- Octubre de 1990: Creación de la Escuela de Ciencias Comerciales (ESSCA).
- 22 de octubre de 1993: Se empiezan a construir los nuevos edificios de la UCO.
- 2007: Requerimiento al rectorado para que deje de utilizar la denominación “universidad”.
- 1 de enero de 2008: Guy Bedouelle es el nuevo rector.

## Organización
El establecimiento cuenta con cinco campus:
- El campus de Angers es el principal y acoge unos diez mil estudiantes.
- El campus de Vannes/Arradon en el departamento de Morbihan.
- El campus de Guingamp en el departamento de las Côtes-D’Armor.
- El Instituto Superior de Laval.
- El Campus de Papeete en Tahití.

## Institutos
En Angers, están la facultad de teología y diez otros institutos:
- El Instituto de Arte, Letras e Historia (IALH).
- El Instituto de Idiomas (IPLV).
- El Instituto de Formación del Magisterio de la UCO (IFUCOME).
- Centro Internacional de Estudios Franceses (CIDEF).
- Instituto de Ciencias de la Comunicación y Educación (ISCEA).
- Instituto de Psicología y Sociología Aplicadas (IPSA).
- Instituto de Matemáticas Aplicadas (IMA).
- Instituto de Biología y Ecología Aplicadas (IBEA).
- Instituto de Educación Física y Deportes de Angers (IFEPSA).
- Instituto para el desarrollo de los servicios a empresas (IDCE)

De 1990 a 1993 y bajo la autoridad de la Universidad Católica del Oeste, el Instituto de Estudios Superiores (ICES) abre sus puertas en la Roche-sur-Yon. Tras tres años de colaboración, el Consejo Superior de la Universidad Actólica del Oeste le concede su independencia pedagógica y monseñor François Garnier, obispo de Luçon, se hace cargo de velar por la pertenencia eclesial del Instituto. Entre 2002 y 2007, Robert Rousseau ocupa el puesto de rector de la universidad y el 1 de enero de 2008 le sucede el dominico Guy Bedouelle, conocido como hombre de letras, jurista, teólogo e historiador de la Iglesia, conferenciante y pedagogo.

## Antiguos alumnos
- La princesa heredera Victoria de Suecia.
- Monseñor Léon Gry.
- Léon Jozeau-Marigné, político francés.
- Louis-Marie Bille, cardenal de Lyon y presidente de La Conferencia de los Obispos Franceses.
- El Gran duque heredero Guillaume de Luxemburgo.

## Actuales y antiguos profesores
- Janine Brouard, socióloga y etnóloga francesa.
- Constantin Xypas.
- Robert Corillion, botanista francés.
- Théodore Pavie, orientalista.
- Pierre Grandet, doctor en egiptología.
- Fernand Charron, físico francés.
- Monseñor Léon Gry.
- René Aigrain, historiador y musicólogo.
- Auguste Diès.
- René Bazin, escritor.
- Jorge Mendoza, matemático.